# Carl Wilhelm Bildt
Carl Wilhelm Bildt, född 27 augusti 1854 i Onsala socken, Hallands län, död 5 maj 1906 i Stockholm, var en svensk ingenjör.
Efter avgångsexamen från Chalmerska slöjdskolan 1875 var Bildt specialelev vid Kungliga Tekniska högskolans avdelning för bergsmekanik 1878–79. Han var ritare vid Robertsons Mekaniska verkstad i Göteborg 1875–76 och underingenjör vid Degerfors järnverk 1876–78. Han tjänstgjorde vid Washburn & Moen Manufacturing Co. i Worcester, Massachusetts, USA, 1880–85 och var chief inspector vid samma företag 1885–99. Han var ingenjör vid Jernkontoret 1899–1906 och innehade därjämte egen konstruktionsbyrå i Stockholm. Han konstruerade bland annat en gasgenerator med kontinuerlig matning. Han var ledamot av Svenska Teknologföreningen från 1878.
Bildt, som tillhörde ätten Bildt, var farbror till industrimannen Olof Bildt.